# Aborlan, Palawan
Aborlan là một đô thị hạng 2 ở tỉnh Palawan, Philippines. Đô thị này nằm ở vùng đồng bằng giữa biển Sulu và vùng núi. Aborlan có cự ly 69 km về phía nam của Thành phố Puerto Princesa. Theo điều tra dân số năm 2000, đô thị này có dân số 25.540 người trong 5.236 hộ.
Aborlan được lập năm 1910 và thành đô thị năm 1951. Đô thị này có Đại học Tây Philippines.

## Barangay
Aborlan được chia thành 19 barangay.
| - Apo-Aporawan - Apoc-apoc - Aporawan - Barake - Cabigaan - Gogognan - Iraan - Isaub - Jose Rizal - Mabini | - Magbabadil - Plaridel - Ramon Magsaysay - Sagpangan - San Juan - Tagpait - Tigman - Poblacion - Culandanum |